# 路易·保罗·卡耶泰
路易·保罗·卡耶泰（法語：Louis Paul Cailletet，1832年9月21日—1913年1月5日），法国物理学家、发明家。
卡耶泰生于科多尔省塞纳河畔沙蒂永。他在巴黎接受了教育，后回到沙蒂永经营父亲的铁厂。一次他想找出温度不能够完全锻铁的原因时，他发现加热铁能使它处于高度不稳定状态，气体能溶解于其中。他分析了热风炉中的气体，这对他理解热在改变金属相态中的作用有很大帮助。他从此开始液化各种气体。
1877年，卡耶泰成功的制得了一滴液氧但用的方法与拉乌尔·皮克泰不同。他用到了焦耳-汤姆逊效应。氧气被压缩并被冷却。压缩空气被允许迅速膨胀，更进一步的冷却。于是就得到了一小滴液氧。
卡耶泰还曾在埃菲尔铁塔上装了一支300-m/985-ft高的压力表；测量落体时的空气阻力；研究了用于高海拔的液氧呼吸设备；发明了包括自动相机、高度计、用于上层大气研究的空气样本搜集器在内的多种装置。